# Городжів
Горо́джів — село в Україні, у Львівському районі Львівської області. Населення становить 1054 особи. Орган місцевого самоврядування - Добросинсько-Магерівська сільська рада. Місцева дерев'яна церква Успення Пр. Богородиці 1733 у 1937 р. перенесена з с.Магерів.

## Історія
Село Городжів складається з наступних кутків: Салабаї, Бахурі, Бокали, Білани, Сапіги, Кривулі, Поріцьки, Кутні, Макари, Качмарі, Білани, Верещаки, Шостаки.
Село належало до Равського повіту. На 01.01.1939 в селі проживало 1090 мешканців, з них 1060 українців-грекокатоликів, 20 українців-римокатоликів і 10 євреїв.

## Видатні уродженці
- Верещак Ярослав Миколайович (1938—2019) — український театрознавець та драматург.
- Хитрейко Руслан Іванович (1976 - 31.07.2022) - боєць ЗСУ, загинув у боях за Україну. Поховали захисника в с. Городжів.
- Кожушко Максим Олегович (1986 - 2022) - боєць ЗСУ, загинув у боях за Україну. Поховали захисника в с. Городжів.